# Printemps berbère
 (avril 2023).
La mise en forme du texte ne suit pas les recommandations de Wikipédia : il faut le « wikifier ».
Les points d'amélioration suivants sont les cas les plus fréquents. Le détail des points à revoir est peut-être précisé sur la page de discussion.
- Les titres sont pré-formatés par le logiciel. Ils ne sont ni en capitales, ni en gras.
- Le texte ne doit pas être écrit en capitales (les noms de famille non plus), ni en gras, ni en italique, ni en « petit »…
- Le gras n'est utilisé que pour surligner le titre de l'article dans l'introduction, une seule fois.
- L'italique est rarement utilisé : mots en langue étrangère, titres d'œuvres, noms de bateaux, etc.
- Les citations ne sont pas en italique mais en corps de texte normal. Elles sont entourées par des guillemets français : « et ».
- Les listes à puces sont à éviter, des paragraphes rédigés étant largement préférés. Les tableaux sont à réserver à la présentation de données structurées (résultats, etc.).
- Les appels de note de bas de page (petits chiffres en exposant, introduits par l'outil «  Source ») sont à placer entre la fin de phrase et le point final[comme ça].
- Les liens internes (vers d'autres articles de Wikipédia) sont à choisir avec parcimonie. Créez des liens vers des articles approfondissant le sujet. Les termes génériques sans rapport avec le sujet sont à éviter, ainsi que les répétitions de liens vers un même terme.
- Les liens externes sont à placer uniquement dans une section « Liens externes », à la fin de l'article. Ces liens sont à choisir avec parcimonie suivant les règles définies. Si un lien sert de source à l'article, son insertion dans le texte est à faire par les notes de bas de page.
- La présentation des références doit suivre les conventions bibliographiques. Il est recommandé d'utiliser les modèles {{Ouvrage}}, {{Chapitre}}, {{Article}}, {{Lien web}} et/ou {{Bibliographie}}. Le mode d'édition visuel peut mettre en forme automatiquement les références.
- Insérer une infobox (cadre d'informations à droite) n'est pas obligatoire pour parachever la mise en page.

Pour une aide détaillée, merci de consulter Aide:Wikification.
Si vous pensez que ces points ont été résolus, vous pouvez retirer ce bandeau et améliorer la mise en forme d'un autre article.
Le Printemps berbère (en tamazight : ⵝⴰⴼⵙⵓⵝ ⵉⵎⴰⵣⵉⵖⴻⵏ Tafsut Imaziɣen) désigne l'ensemble des manifestations se tenant le 20 avril 1980 en Kabylie et à Alger. Les revendications en sont la reconnaissance de l'identité berbère, notamment à travers l'officialisation de la langue amazigh en Algérie. Il s'agit du premier mouvement populaire d'opposition aux autorités depuis l'indépendance du pays en 1962.
Face à l'ampleur des manifestations, le gouvernement décide d'employer la force. La répression du printemps berbère mène ainsi à des milliers d'arrestations et à de nombreux morts.

## Les causes

### La politique d'arabisation depuis l'indépendance
Depuis l'indépendance de l'Algérie en 1962, l'arabe succède au français comme langue officielle. La politique linguistique algérienne se traduit par une arabisation massive de l'administration et de l'enseignement. C'est dans ce contexte que naissent les revendications culturelles amazigh, considérant que les langues berbères sont mises à l'écart par l'État, notamment en Kabylie, où se trouve la plus importante concentration de berbérophones.
En décembre 1979, la décision du gouvernement de renforcer l'arabisation de l'école, au détriment des langues berbères, alimente encore davantage les revendications et contribue à leur intensification jusqu'à l'éclatement du printemps berbère.

### Événements de l'université de Tizi Ouzou
Le déclenchement des manifestations vient de l'annulation, décidée par le wali de Tizi Ouzou, d'une conférence sur la poésie kabyle ancienne censée être donnée en avril 1980 par Mouloud Mammeri à l'université de Tizi Ouzou. Cette décision des autorités est largement rejetée par les étudiants et la population kabyle. Des manifestations éclatent alors le 20 avril à Alger et en Kabylie.

## Déroulement
- 10 mars 1980 : Comme la Kabylie a une seule université, et Tizi Ouzou est proche d'Alger aussi, les Kabyles font généralement leurs études à l’université de Oued Aissi, les responsables de la wilaya de Tizi Ouzou en Kabylie annulent une conférence de l'écrivain Mouloud Mammeri sur la poésie kabyle ancienne. Les personnes à l'origine de cette décision refusent de s'expliquer; il s'agirait « d'un ordre émanant d'Alger ».
- 11 mars : manifestations à Tizi Ouzou, grèves en Kabylie et à Alger.
- 7 avril : imposante manifestation à Alger. La répression est féroce et la journée se solde par une centaine d'arrestations, de nombreux blessés et peut-être un mort. D'autres rassemblements ont lieu dans plusieurs villes en Kabylie.
- 7 avril : début de la grève à l'université d'Oued Aissi.
- 8 avril : une autre manifestation converge vers Alger, mais sans réactions violentes des forces de police.
- 10 avril : grève générale en Kabylie. Le syndicat étudiant UNJA, proche du gouvernement, dénonce des manifestants « téléguidés de l'extérieur ».
- 17 avril : dans un discours, le président algérien Chadli Bendjedid déclare que l'Algérie est un pays « arabe, musulman, algérien », et que « la démocratie ne signifie pas l'anarchie ». Le même jour, les grévistes sont expulsés de l'hôpital de Tizi Ouzou et des locaux de l'usine Sonelec.
- La nuit du 19 au 20 avril : les cités du centre universitaire de Tizi-Ouzou (Oued Aissi, Hasnaoua  et de jeunes filles de M'Douha) sont prises d'assaut par les forces de l'ordre.
- 20 avril : à la suite d'une répression sur tous les lieux occupés (université, hôpital, usines) de Tizi-Ouzou, Bejaïa une grève générale spontanée est déclenchée par la population de la ville, plus aucune enseigne en arabe ne subsiste, ni plaque de rues. La Kabylie est désormais coupée du monde. Au lendemain du 20 avril 1980, la coordination des lycées de Kabylie était la seule structure encore active et c'est en partie grâce à cette structure que les détenus ont été libérés et c'est aussi grâce à cette structure que la deuxième session du baccalauréat a été mise en place.

## Détenus
- Nacer Babouche
- Arezki Abboute (1952-)
- Saïd Sadi (1947-)
- Mohand Haddadene
- Mouloud Lounaouci (1948-)
- Ali Brahimi (1957-)
- Said Khellil
- Djamal Zenati
- Arezki Ait Larbi (1955-)
- Ali chikh Ourabah
- Aziz Tari
- Gerard Idriss Lamari
- Idir Ahmed Zaid
- Rachid Hallet (1952-)
- Mohand Stiet
- Rachid Ait Ouakli
- Ahmed Aggoune
- Mohand Ourabah Nait Haddad
- Salah Boukrif
- Mâamar Berdous
- Achour Belghezli
- M'hamed Rachedi
- Mustapha Bacha
- Mouloud Saadi
- Kamal Benanoune
- Chemim Mokrane

Le mouvement berbère en faveur des 26 détenus se poursuit jusqu'à leur libération au mois de juin. Il tient ensuite des assises au mois d'août lors du Séminaire de Yakouren et décide de capitaliser l'avancée de ses idées dans le corps social en multipliant les activités de terrain par la voie pacifique.
Dès la rentrée universitaire d'octobre 1980, chaque campus universitaire du centre du pays se dote d'un collectif culturel chargé de la promotion des activités culturelles berbères en milieu universitaire. En janvier 1981, de nombreux lycées suivent. Théâtre, chansons engagées foisonnent et expriment un bouillonnement inattendu chez les descendants de « l'Éternel Jugurtha ». Mais c'est le succès considérable des « cours sauvages de berbère » animés par Salem Chaker à la faculté centrale d'Alger et par Mustapha Benkhemou à l'université de Bab Ezzouar et dans les Instituts de Boumerdès qui pousse les autorités algériennes à intervenir. Une grossière provocation policière est le prétexte à l'arrestation de 22 étudiants dont 3 récidivistes (Arezki Ait Larbi, Mustapha Bacha et Salah Boukrif), ainsi que Mustapha Benkhemou et Abderrezzak Hamouda (le fils du colonel Si El Haoues) de M'chounech dans les Aurès.
À Béjaia un grand soulèvement commence à partir du 19 mai 1981, autour de la revendication amazigh à laquelle s'ajoute la dénonciation du détournement du projet d'université vers une autre wilaya. La répression est féroce : des dizaines de jeunes — essentiellement des lycéens — sont arrêtés. Figurent aussi parmi les personnes arrêtées trois étudiants de Tizi-Ouzou et anciens détenus de Berrouaghia (parmi les 27) : Tari Aziz, Idriss Lamari et Djamel Zenati.

## Les conséquences
Politiquement, le Printemps berbère est le premier mouvement populaire spontané. Il ouvre la voie à une remise en cause du régime algérien. Ces émeutes préfigurent celles de Constantine en 1986 et d'Alger en 1988.
Sur le plan social, le mouvement traduit l'émergence d'une génération d'intellectuels engagés dans le combat démocratique (Tahar Djaout, Ferhat Mehenni…).

Emblème du militantisme culturel berbère

Sur le plan culturel, le Printemps berbère brise le tabou linguistique et culturel : il est la traduction d'une remise en cause de l'arabisation intensive de l'administration au détriment du berbère. Cette prise de conscience identitaire a également touché le Maroc voisin, où ces événements sont commémorés chaque année par les étudiants berbérophones.
Naissance du Mouvement culturel berbère et naissance de la Ligue algérienne pour la défense des droits de l'homme.
Le printemps berbère a été l'objet de nombreuses études et a renforcé l'intérêt pour la recherche sur la culture berbère.

## La reconnaissance de la langue tamazight
Après le Printemps noir en 2001, le président Abdelaziz Bouteflika annonce que le tamazight devient une « langue nationale en Algérie » après une modification de la Constitution et l'ajout de l'article 3bis en 2002. Le Premier ministre algérien d'origine berbère (chaoui) et quelques députés ont même prononcé une partie de leurs discours en tamazight. Depuis 1995, un Haut commissariat à l'amazighité (HCA) existe, créé avec pour mission de soutenir académiquement et administrativement l'enseignement de tamazight. Un établissement critiqué pour son immobilisme par les dirigeants du mouvement berbère. La télévision publique diffuse, depuis 20 ans, un journal télévisé en langue amazighe à 19 h, copie conforme de l'édition arabophone du JT protocolaire de 20 h. Depuis ces deux dernières années, la langue tamazight est étudiée dans les établissements scolaires primaires et secondaires, et sera même en examen de BAC dans la Kabylie. Une chaîne de télévision a été lancée, dans la foulée de l'élection présidentielle d'avril 2009, débouchant sur la reconduction d'Abdelaziz Bouteflika. Son audience est inconnue jusque-là.
Le 5 janvier 2016 , une grande avancée eut lieu. Le directeur de cabinet d'Abdelazziz Bouteflika annonce lors d'une conférence que le tamazight sera reconnu en tant que langue officielle et nationale via un décret présidentiel qui sera présenté au parlement au cours de l'année, modifiant ainsi la constitution.